# Fritz Freyschlag
Friedrich Freyschlag (* 21. Oktober 1931 in Linz; † 26. Oktober 2004) war ein österreichischer Politiker (SPÖ) und Präsident der Arbeiterkammer Oberösterreich.

## Leben
Fritz Freyschlag absolvierte die kaufmännische Berufsschule in Linz. 1952 trat er als Angestellter im Konsum dem Gewerkschaftsbund bei und wurde dessen Jugendsekretär. Im Jahr 1964 wurde er Landessekretär der Gewerkschaft der Privatangestellten in der Landesgruppe Oberösterreich. 1963 wurde er zum Vizepräsidenten der Arbeiterkammer für Oberösterreich. Seit 1973 war er auch Abgeordneter im oberösterreichischen Landtag und war bis 1987 war als Klubobmann mitbestimmend für die Politik der SPÖ.
Als Vorgänger Hubert Wipplingers war er von 1982 bis 1999 Präsident der Arbeiterkammer Oberösterreich. Nach seiner Pensionierung engagierte er sich für die Arbeitnehmerinteresse bei der Europäischen Union in Brüssel.
Freyschlag war unter anderem Träger des Ehrenringes der Stadt Linz (verliehen 1985), des Ehrenzeichens des Verbandes österreichischer Volkshochschulen und Ehrensenator der Johannes Kepler Universität Linz.
Seit 2003 trägt der jährlich verliehene Preis des „Verein für Solidarität und soziale Partnerschaft“ Freyschlags Namen.
Fritz Freyschlag erlag einem Krebsleiden.